# Temsirolimus
Le temsirolimus est un médicament utilisé comme inhibiteur de la mammalian target of rapamycin (mTor). 

## Efficacité
Dans le cancer du rein métastatique, le temsirolimus s'avère être plus efficace, en particulier en termes de mortalité, par rapport à l’interféron. 
Dans le lymphome du manteau, le temsirolimus obtient une réponse, essentiellement partielle entre 20 et 40 % des cas. Il est cependant moins efficace que l'ibrutinib.

## Effets secondaires
Il a une toxicité hématologique dans près de la moitié des cas, augmentant avec les doses utilisée.